# 新潟師管
新潟師管（にいがたしかん）は、1873年から1885年まで東北地方北部に置かれた日本陸軍の管区の一つで、第3師管の別称である。
1873年（明治6年）7月19日改定の鎮台条例に、第3師管と新潟師管の二つの呼び名がある。地名で師管を呼ぶ方式は普及せず、1885年（明治16年）に管区を大きく変更したときに番号だけになった。
ずっと後になって師管を地名で呼ぶ方式が採られたときには、新潟県は1940年8月から1945年2月まで仙台師管、2月から3月まで長野師管の一部となり、新潟師管が置かれることはなかった。